# Katedra św. Pawła od Krzyża w Ruse
Katedra św. Pawła od Krzyża w Ruse (bułg. Катедрален храм „Свети Павел от Кръста“, Katedralen chram „Sweti Paweł ot Krysta“) – rzymskokatolicka katedra w mieście Ruse, w północno-wschodniej Bułgarii. Jest kościołem katedralnym diecezji nikopolskiej i dedykowana jest św. Pawłowi od Krzyża, założycielowi pasjonistów.
Wybudowana w 1890 według projektu włoskiego architekta Valentino Dell'Antonio, jest wspaniałym przykładem architektury neogotyckiej w kraju. Wnętrze jest dekorowane rzeźbami i witrażami.